# Podglavica (Rogoznica)
Podglavica falu Horvátországban Šibenik-Knin megyében. Közigazgatásilag Rogoznicához tartozik.

## Fekvése
Šibeniktől légvonalban 22, közúton 39 km-re délkeletre, községközpontjától 3 km-re északkeletre, Dalmácia középső részén, az Adria parti főút mentén fekszik.

## Története
Területe évszázadokig velencei uralom alatt állt. 1797-ben a Velencei Köztársaság megszűnésével a település Habsburg Birodalom része lett. 1806-ban Napóleon csapatai foglalták el és 1813-ig francia uralom alatt állt. Napóleon bukása után ismét Habsburg uralom következett, mely az első világháború végéig tartott. A településnek 1880-ban 186, 1910-ben 211 lakosa volt. Az I. világháború időszaka más területekhez hasonlóan súlyos terheket rótt az itteni lakosságra. Az I. világháború után rövid ideig az Olasz Királyság, ezután a Szerb-Horvát-Szlovén Királyság, majd Jugoszlávia része lett. A település lakossága 2011-ben 242 fő volt. Az utóbbi időszak fejlődését elsősorban a tenger közelségének és a turizmusnak köszönheti.

## Lakosság
| Lakosság változása | Lakosság változása | Lakosság változása | Lakosság változása | Lakosság változása | Lakosság változása | Lakosság változása | Lakosság változása | Lakosság változása | Lakosság változása | Lakosság változása | Lakosság változása | Lakosság változása | Lakosság változása | Lakosság változása | Lakosság változása |
| ------------------ | ------------------ | ------------------ | ------------------ | ------------------ | ------------------ | ------------------ | ------------------ | ------------------ | ------------------ | ------------------ | ------------------ | ------------------ | ------------------ | ------------------ | ------------------ |
| 1857               | 1869               | 1880               | 1890               | 1900               | 1910               | 1921               | 1931               | 1948               | 1953               | 1961               | 1971               | 1981               | 1991               | 2001               | 2011               |
| 0                  | 0                  | 186                | 199                | 192                | 211                | 0                  | 0                  | 175                | 189                | 153                | 120                | 93                 | 130                | 197                | 242                |

(1857-ben, 1869-ben, 1921-ben és 1931-ben lakosságát Rogoznicához számították.)